# Ético de Istria
Ético de Istria (Aethicus Ister) era el protagonista del libro Cosmographia escrito en el siglo VII - VIII por un eclesiástico llamado Jerónimo. El libro describe los viajes de Ético alrededor del mundo, e incluye descripciones de pueblos extranjeros usualmente peyorativas.  Numerosos pasajes aluden directamente a las leyendas de Alejandro Magno.

## Críticas
El latín del trabajo es en ocasiones vulgar y simple, en otras opaco y críptico, debido en parte al extremadamente complejo vocabulario de Jerónimo, pleno de grecismos y compuestos grecolatinos.  Juegos de anagrama, y 'chistes' etimológicos (p. ej. utilizando el verbo monstrare seguido por el sustantivo monstrum, y posteriormente el verbo demonstrare) y otros elementos lúdicos aparecen en toda la obra.  La ortografía latina del trabajo parece sugerir también que el autor era un franco merovingio, pero la idea de una ortografía "merovingia" las ortografías recientemente ha sido atacadas como un unreliable medida de origen.  Además, sólo un manuscrito del trabajo aparece a ha sido escrito en Visitas, mientras la mayoría puede sido localizado a centros en qué es ahora Alemania.
Jerónimo ha sido asociado con el traductor franco de Pseudo-Methodius (Petrus Monachus).  Varios pasajes parecen haber sido tomado prestados de un modo u otro, sugiriendo quizás una relación paralela más que uno de dependencia. No obstante, el conocimiento del griego de Jerónimo (extraño en Europa Occidental para su tiempo) puede indicar una asociación con la escuela del Arzobispo Theodore de Canterbury en el siglo VII tardío. Lo que parece claro es que Jerónimo no se limitó a un solo idioma durante su vida laboral.

### Ediciones
- The Cosmography of Aethicus Ister: Text, Translation, and Commentary, ed. Michael W. Herren, Publications of the Journal of Medieval Latin 8 (Turnhout: Brepols, 2011).
- Die Kosmographie des Aethicus, ed. O. Prinz, MGH (Munich: 1993).
- Aethici Istrici Cosmographia ab Hieronymo Ex Graeco Latinum breviarium redacta, ed. H. Wuttke (Leipzig: 1854).
- Éthicus et les ouvrages cosmographiques intitulés de ce nom, ed. A. d'Averzac (París: 1852).
- (Parcial) Aethici Istri Cosmographi Origo Francorum, ed. B. Krusch, en MGH SS rer. Merv. VII (Hanover: 1919).

### Estudios
- J.G. Dalché, "Du nouveau sur Aethicus Ister? Un propos d'une théorie récente", Journal des savants, 3-4 (1984), pp. 175-186.
- G. Henos,"'Important if True': Lucan's Orpheus and Aethicus Ister', en Notes and Queries, (2010) [contra la interpretación de R. Pollard "'Lucan' Y 'Aethicus Ister'", Notes and Queries, 53 (2006), pp. 7-10].
- M. Herren, "Aethicus Ister and Virgil the Grammarian", en Mélanges François Kerlouégan (París: 1994), pp. 285-288.
- M. Herren, "The ‘Greek Element’ in the Cosmography of Aethicus Ister", Journal of Medieval Latin, 11 (2001), pp. 184-200.
- M. Herren, "The ‘Cosmography’ of Aethicus Ister: Speculations about its date, provenance, and audience", en Nova de Veteribus, eds. A. Bihrer and E. Stein (Munich: 2004), pp. 79–102.
- K. Hillkowitz, Zur Kosmographie des Aethicus, I (Bonn: 1934); II (Fráncfort: 1973).
- H. Löwe, Ein literarischer Widersacher des Bonifatius. Virgilio von Salzburg und die Kosmographie des Aethicus Ister (Wiesbaden: 1952).
- I. Wood, "Aethicus Ister: An exercise in difference", en Grenze und Differenz im frühen Mittelalter, eds. W. Pohl und H. Reimitz (Viena: 2000), pp. 197-208.